# Simulium truncatum
Simulium truncatum es una especie de insecto del género Simulium, familia Simuliidae, orden Diptera.

## Distribución
Se distribuye por Sinkiang.

## Taxonomía
Fue descrita científicamente por Guo, Zhang, An, Zhang, Zhang, Dong, & Zhao, 2008. Fue publicada en Observations on the biting activity of black flies in Beiwan area, Xinjiang, China, with descriptions of two new species (Diptera: Simuliidae). 